# Carmesina
Carmesina és un personatge de ficció. És una de les protagonistes de Tirant lo Blanc, novel·la escrita per Joanot Martorell i publicada en 1490, que és considerada un dels màxims exponents de la novel·la cavalleresca i del segle d'or valencià. En l'obra, és violada pel mateix Tirant lo Blanc, amb qui manté una diferència d'edat considerable, i finalment s'hi casa en secret.